# Эксплуатация зданий и сооружений
Эксплуатация зданий и сооружений — комплекс работ по содержанию, обслуживанию и ремонту здания (сооружения).

## Задачи эксплуатации здания (сооружения)
В задачи эксплуатации здания (сооружения) входит:
- обеспечение нормального функционирования здания в соответствии с его функциональным назначением,
- обеспечение запланированных эксплуатационных характеристик объекта в течение всего срока службы,
- обеспечение установленного уровня безопасности,
- обеспечение безаварийной работы инженерно-технических систем здания,
- поддержание установленного внутреннего климата (температурно-влажностного режима),
- поддержание нормального санитарно-гигиенического состояния объекта и придомовой территории.

## Состав эксплуатационных работ
Эксплуатация здания (сооружения) включает в себя:
- Санитарное содержание здания (сооружения):
  - уборка помещений,
  - уборка придомовой территории,
  - сбор и вывоз твёрдых отходов,
  - содержание и уход за элементами озеленения, обрезка деревьев,
  - обслуживание и промывка мусоропроводов, водостоков, дренажной канализации.
- Техническое обслуживание здания (сооружения):
  - периодические плановые осмотры ответственными лицами несущих конструкций и инженерного оборудования — с целью оценки его технического состояния и выявления несоответствия установленным нормам и требованиям безопасности; неплановые осмотры после воздействий стихийного характера и технических аварий; а также технический мониторинг состояния здания, в том числе с использованием автоматизированных систем наблюдения,
  - обеспечение в помещениях необходимой температуры и влажности, освещение помещений и придомовой территории,
  - обеспечение мер пожарной безопасности,
  - содержание и уход за несущими конструкциями (фундаментом, стенами, плитами перекрытий, ограждениями), фасадами, помещениями, лестницами, крышами, дверями, окнами и другими строительными элементами здания (сооружения),
  - содержание, обслуживание и наладка механического, электрического, санитарно-технического, вентиляционного, газового оборудования,
  - обеспечения подачи коммунальных ресурсов (электроэнергия, отопление, горячее и холодное водоснабжение, канализация, газоснабжение),
  - подготовка к эксплуатации здания (сооружения) в осенне-зимний период (утепление оконных проёмов, вставка разбитых стёкол, консервация систем поливки зелёных насаждений и проч.),
  - охрана здания (сооружения).
- Ремонтные работы, то есть работы по компенсации физического и морального износа объекта, приведению здания (сооружения) или его отдельных конструктивных элементов в первоначально запланированное техническое состояние, восстановлению изношенных элементов здания (сооружения):
  - текущий ремонт (профилактический, направленный на предупреждение отказов), то есть периодические работы с целью поддержания исправности конструкций и систем здания (сооружения), его санитарно-гигиенического состояния и внешнего вида.
  - капитальный ремонт, то есть восстановление ресурса здания (сооружения) путём полной или частичной замены изношенных либо устаревших конструктивных элементов и систем инженерного оборудования, улучшение эксплуатационных характеристик объекта.
  - аварийно-восстановительные работы, обусловленные выявлением разрушения, неисправности либо аварийными воздействиями стихийного или техногенного характера.

## Эксплуатационные требования к зданию (сооружению)
Здания (сооружения) в процессе эксплуатации должны удовлетворять ряду требований, обеспечивающих нормальное функционирование объекта. Эти требования определяются объёмно-планировочным решением здания (сооружения), его функциональным предназначением, условиями эксплуатации и содержатся в строительной проектной документации (паспорте здания):
- безотказность несущих конструкций, конструктивных элементов, инженерных систем; предохранение их от перегрузок,
- ремонтопригодность, возможность наладки и регулировки систем, устранения выявляемых дефектов,
- возможность обеспечения надлежащего санитарно-гигиенического состояния объекта и придомовой территории,
- сопоставимость межремонтных сроков службы для различных элементов и систем здания (сооружения),
- наличие необходимых технических устройств, помещений для персонала, занимающегося эксплуатацией объекта,
- обеспечение возможности проводить эксплуатационные работы доступными методами и средствами и с минимальными затратами.